# Ujj János
Ujj János (szignója: Ú. J.; Arad, 1942. január 30. –) erdélyi magyar helytörténet-kutató, újságíró.

## Életútja, munkássága
Elemi és középfokú tanulmányait szülővárosában végezte (1949–60), 1960–65 között a Bukaresti Tudományegyetem történelem szakán szerzett diplomát. 1965-től 1979-ig Tornyán tanított általános iskolában; 1979–84 között az aradi Vörös Lobogó c. napilap szerkesztője, 1984–88 között főmunkatársa; 1988–90-ben az aradi Textilipari Líceum, 1990–2003 között a Csiky Gergely Líceum tanára.
Pávai Gyulával és Péterfi Árpáddal 1990-ben újraindította és szerkesztette a Havi Szemlét. Szerkesztésében jelent meg az Önarckép (a Tóth Árpád Irodalmi Kör antológiája, Kenyeres Pállal és Znorovszky Attilával, Arad, 1982), a Vagyunk (Brauch Magdával, az Arad megyei magyar nyelvű irodalmi körök antológiája, Arad, 1995), Az aradi magyar nyelvű oktatás 1918–1997 között c. emlékkönyv (többekkel, Arad, 1997).
A Romániai Magyar Irodalmi Lexikon aradi szerkesztője. Riportjai, kritikái, könyvismertetései, jegyzetei jelentek meg A Hétben, Nyugati Jelenben, Erdélyi Naplóban és a békéscsabai Délkeletben.

## Művei
- Mi volt a Haladás? (Körösi Műhely, 1990. szeptember)
- Valahol (Kelet-)Európában (riportok, interjúk, Arad 1998)
- Arad. Történelmi városkalauz (Arad, 2001)
- Nevezetes aradiak: Salacz Gyula, Barabás Béla, Simay István, Gaál László (Bányai Melindával, Arad, 2002)
- Csikyre emlékezve (in: Lehetőség. Antológia. Arad, 2003)
- Emlékhelyek és emlékművek Arad megyében; Alma Mater Alapítvány, Arad, 2003
- Aradi irodalmi lapok; Alma Máter Alapítvány, Arad, 2004
- "A" Gazsi. Emlékezések, dokumentumok, anekdoták; Alma Máter Alapítvány, Arad, 2005
- Arad építészeti emlékei; Partiumi és Bánsági Műemlékvédő és Emlékhely Társaság–Királyhágómelléki Református Egyházkerület–Nagyváradi Római Katolikus Püspökség, Nagyvárad, 2008 (Partiumi füzetek)
- Séták aradi temetőkben, emlékhelyeken; Alma Máter Alapítvány, Arad, 2009
- Arad városiasodásának történetéből; Gutenberg Univers, Arad, 2011
- Aradi évszázadok. Várostörténeti tanulmányok, esszék; Kölcsey Egyesület, Arad, 2012 (Fecskés sorozat)
- Arad. Történelmi városkalauz; 2. jav. kiad.; Alma Mater Alapítvány, Arad, 2012 + CD
- Matekovits Mihály–Ujj János: A minoriták Aradon; Kölcsey Egyesület, Arad, 2013
- Szántay Lajos és palotái; Szabadság-szobor Egyesület, Arad, 2013
- Első világháborús emlékművek Aradon és Arad megyében; Aradi Szabadság-szobor Egyesület, Arad, 2015
- Arany János és Arad; Concord Media Jelen, Arad, 2017 (Irodalmi jelen könyvek)
- Arad a hadak útján. A várost érintő fegyveres események; Concord Media Jelen, Arad, 2022 (Irodalmi jelen könyvek)
- Kisebbségi felekezetek templomai, imaházai, zsinagógái Aradon; Szabadság-szobor Egyesület, Arad, 2022

## Díjak, elismerések
A Romániai Magyar Pedagógusok Szövetsége a Márki Sándor-díjjal és az Ezüst Gyopár-díjjal ismerte el munkásságát.